# Trichogaster
Trichogaster is een geslacht van straalvinnige vissen uit de familie van echte goerami's (Osphronemidae).
De oude naam van het geslacht is Colisa.

## Soorten
- Trichogaster chuna (Hamilton, 1822) – Honinggoerami
- Trichogaster fasciata (Bloch & Schneider, 1801)
- Trichogaster lalius (Hamilton, 1822) – Dwerggoerami
- Trichogaster labiosa (Day, 1877) – Diklipgoerami